# Kolaxes
Kolaxes (altgriechisch Κολάξης Koláxēs, latinisiert Colaxes) ist in der griechischen Mythologie der erste König der Skythen.
Herodot berichtet von der Entstehung der Skythen durch das Auftauchen eines Mannes namens Targitaos, welcher der Sohn des Zeus und einer Nymphe des Flussgottes Borysthenes gewesen sein soll und der die drei Söhne Lipoxais, Arpoxais und als jüngsten Sohn Kolaxes gehabt habe. Gemeinsam herrschten sie über das Land, bis verschiedene Gegenstände aus Gold vom Himmel fielen. Beim Versuch der beiden älteren Söhne, die Gegenstände aufzuheben, gingen diese in Flammen auf. Erst Kolaxes vermochte sie einzusammeln, woraufhin ihm die königliche Macht von seinen Geschwistern übertragen wurde.
In der Argonautica des Gaius Valerius Flaccus ist Colaxes der Sohn des Jupiter und der Schlangennymphe Hora, der als Heerführer der Bisalter in den Kampf zwischen Aietes und dessen Bruder Perses eingreift. Zum Gedenken an seine Abstammung führt das Heer den Donnerkeil des Jupiter  im Schild.
Die von Flaccus wiedergegebene Abstammung beruht vermutlich aus einer Kombination zweier Abstammungen des Herodot: Nach der einen oben genannten ist Kolaxes der erste König der Skythen, nach der anderen ist Skythes, der Stammvater der Skythen, der jüngste von drei Söhnen, die Herakles mit einem Wesen gezeugt hatte, das halb Mädchen, halb Schlange war.